# Clube Atlético Valinhense
O Clube Atlético Valinhense (acrônimo: CAV) é um clube esportivo brasileiro sediado na cidade de Valinhos, no estado de São Paulo.
O clube foi fundado em 20 de setembro de 1925, como Sport Club Valinhense, por pessoas apaixonadas pela modalidade de futebol. Nesta época disputava suas partidas em fazendas ou em cidades vizinhas, até que em 1926 construíram um campo; porém com inundações na época de chuvas, construíram um novo campo, atualmente localizado a Igreja da Vila Santana. No início dos anos 40, o clube novamente mudou de sede após a aquisição de um terreno no centro da cidade. O clube permaneceu por 25 anos, onde surgiu o apelido de Esquadrão Fantasma. Em 1968, por razões políticas, teve sua área desapropriada; em 1969 compraram uma área na Avenida Onze de Agosto, onde criaram um novo clube no ano seguinte, o Valinhos.
O clube disputou duas edições da segunda divisão estadual nos anos de 1951 e 1952, além de duas edições da terceira divisão estadual, nos anos de 1954 e 1955. Atualmente o departamento de futebol do clube se dedica apenas a competições amadoras.[carece de fontes?]